# Pays impliqués dans la Première Guerre mondiale
Les pays impliqués dans la Première Guerre mondiale peuvent être classés en deux grandes catégories : la coalition des empires centraux et les Alliés.
La Première Guerre mondiale a vu s'affronter un nombre important de pays, comptant d'abord principalement des puissances européennes et leurs dépendances puis, dans la seconde phase du conflit, des pays extra-européens. Outre les belligérants clairement identifiés à un camp ou un autre, de nombreux pays ont vu leur histoire fortement influencée par le conflit, notamment les États ayant pu accéder à l'indépendance à cette occasion.

Alliances militaires européennes avant la guerre.

## Empires centraux
- Autriche-Hongrie
  -  Empire d'Autriche (Cisleithanie)
  -  Royaumes de Hongrie-Croatie (Transleithanie)
  -  Condominium de Bosnie-Herzégovine
  -  Gouvernement général de Lublin
- Empire allemand et Empire colonial allemand :
  -  Afrique orientale allemande
  -  Kamerun
  -  Sud-Ouest africain allemand
  -  Togoland
  -  Nouvelle-Guinée allemande
  -  Samoa allemandes
  -  Ober Ost
  -  Gouvernement général de Varsovie
- Empire ottoman (entre en guerre au côté des empires centraux le 2 novembre 1914)
- Sénoussi (entre en guerre au côté des empires centraux en janvier 1915)
- Émirat de Haïl (entre en guerre au côté des empires centraux le 24 janvier 1915)
- Royaume de Bulgarie (entre en guerre au côté des empires centraux le 5 octobre 1915)
- Sultanat du Darfour (entre en guerre au côté des empires centraux le 16 mars 1916)
- Hetmanat (est établi et entre en guerre au côté des empires centraux le 29 avril 1918)

## Alliés
- Royaume de Serbie
- Empire russe[1] (Après la révolution d'Octobre, la RSFS de Russie signe une paix séparée avec les empires centraux le 3 mars 1918)
- France et Empire colonial français :
  -  Afrique-Équatoriale française
  -  Afrique-Occidentale française
  -  Algérie française
  -  Colonie de Madagascar et dépendances
  -  Côte française des Somalis
  -  Protectorat français au Maroc
  -  Protectorat français de Tunisie 
  -  Indochine française
  -  Établissements français dans l'Inde
- Belgique et Empire colonial belge :
  -  Congo belge
- Royaume-Uni de Grande-Bretagne et d'Irlande et Empire britannique[2] :
  -  Canada (dominion)
  -  Australie (dominion)
  -  Union d'Afrique du Sud (dominion)
  -  Nouvelle-Zélande (dominion)
  -  Dominion de Terre-Neuve (dominion)
  -  Protectorat de Malte
  -  Afrique orientale britannique
  -  Colonie et protectorat du Nigeria
  -  Côte-de-l'Or britannique
  -  Émirat de Koweït
  -  Mascate et Oman
  -  Maurice britannique
  -  Nyassaland
  -  Protectorat d'Aden
  -  Ouganda
  -  Rhodésie du Nord
  -  Rhodésie du Sud
  -  Soudan anglo-égyptien
  -  Sultanat d'Égypte
  -  Raj britannique
  -  Établissements des détroits
- Royaume du Monténégro
- Empire du Japon
- Royaume d'Italie et Empire colonial italien : (entre en guerre au côté des alliés le 23 mai 1915)
  -  Dodécanèse italien
  -  Érythrée italienne
  -  Libye italienne
  -  Somalie italienne
- République portugaise et Empire colonial portugais : (entre en guerre au côté des alliés le 9 mars 1916)
  -  Angola portugais
  -  Cap-Vert portugais
  -  Guinée portugaise
  -  Mozambique portugais
  -  Sao Tomé-et-Principe portugais
  -  Inde portugaise
  -  Macao
  -  Timor portugais
- Royaume du Hedjaz[3] (devient indépendant et entre en guerre au côté des alliés le 10 juin 1916)
- Royaume de Roumanie (entre en guerre au côté des alliés le 27 aout 1916)
- États-Unis (entre en guerre au côté des alliés le 6 avril 1917)
  -  Gouvernement insulaire des Îles Philippines
- République de Cuba[5] (entre en guerre au côté des alliés le 7 avril 1917)
- Panama[5] (entre en guerre au côté des alliés le 7 avril 1917)
- Royaume de Grèce (entre en guerre au côté des alliés le 30 juin 1917[6])
- Siam[8] (entre en guerre au côté des alliés le 22 juillet 1917)
- Liberia (entre en guerre au côté des alliés le 4 août 1917)
- République de Chine[9] (entre en guerre au côté des alliés le 14 août 1917)
- Brésil[10] (entre en guerre au côté des alliés le 26 octobre 1917)
- Guatemala[5] (entre en guerre au côté des alliés le 23 avril 1918)
- Nicaragua[5] (entre en guerre au côté des alliés le 7 mai 1918)
- Costa Rica[5] (entre en guerre au côté des alliés le 23 mai 1918)
- République démocratique d'Arménie (devient indépendante et entre en guerre au côté des alliés le 28 mai 1918)
- Haïti[5] (entre en guerre au côté des alliés le 12 juillet 1918)
- Honduras[5] (entre en guerre au côté des alliés le 19 juillet 1918)

## Pays restés neutres
- Émirat d'Afghanistan – Resta neutre bien qu'il reçût une mission germano-turque tentant de le convaincre d'agir contre les Britanniques (conspiration indo-allemande).
- Principauté d'Albanie – Le 3 septembre 1914, le souverain Guillaume de Wied quitta le pays et n'y retourna plus ; trois jours plus tard la commission internationale de contrôle chargée de superviser la transition (vers un État indépendant) se sépara. Entre octobre et décembre les armées du royaume de Grèce, du royaume de Serbie, du royaume du Monténégro et du royaume d'Italie occupèrent la majeure partie du pays. En 1915, la Serbie fut mis en déroute : son armée, son gouvernement, son roi et plusieurs milliers de civils rejoignirent Corfou et Brindisi en passant par l'Albanie. Lancées à leur poursuite, les armées de l'Autriche-Hongrie occupèrent/libérèrent (selon les points de vue) les deux tiers du pays en janvier-février 1916. L'Albanie devint alors un champ de bataille jusqu'à la fin de la guerre.
- Andorre – Diverses sources affirment que la principauté aurait déclaré la guerre à l'Empire allemand en août 1914 (la date n'est jamais précisée) et n'ayant pas participé aux combats aurait été oubliée lors de la conférence de la paix de Paris. Elle n'aurait conclu d'accord de paix avec l'Allemagne qu'en septembre 1939 ou septembre 1958 selon les sources qui rapportent cette affirmation[11],[12].
- Argentine –
- Bolivie – Rompit ses relations diplomatiques avec les empires centraux le 13 avril 1917. En raison de cette rupture la Bolivie fit partie des signataires du traité de Versailles bien qu'elle ne fit pas partie des belligérants.
- Chili – Resta neutre mais fut le théâtre de la bataille de Coronel au large de ses côtes. Après la bataille, la flotte du vice-amiral Maximilian von Spee se réfugia à Valparaíso puis navigua le long de la côte chilienne avant de passer dans l'Atlantique où elle fut détruite lors de la bataille des Falklands. Le croiseur SMS Dresden, seul navire allemand en ayant réchappé, se réfugia dans une baie de l'île de Más a Tierra, dans les eaux territoriales chiliennes, où il fut détruit par la Royal Navy le 14 mars 1915.
- Colombie – Resta neutre.
- Danemark – Resta neutre en concertation avec les souverains norvégiens et suédois qui se rencontrent à Malmö le 18 décembre 1914. Néanmoins, sous la forte pression des allemands (qui souhaitent protéger le canal de Kiel des Britanniques), le pays plaça des mines marine dans l'Øresund. A noter que 722 marins et pêcheurs danois furent tués en raison des torpillages de navires par les sous-marins allemands.
- Équateur – Rompit ses relations diplomatiques avec les empires centraux le 7 décembre 1917. En raison de cette rupture l’Équateur fit partie des signataires du traité de Versailles bien qu'il ne fît pas partie des belligérants.
- Espagne – Resta neutre en raison de la division de l'opinion publique (la gauche soutenant les Alliés, la droite soutenant les empires centraux) et des liens du roi Alphonse XIII avec des dynasties dans les deux camps. Le roi établit par ailleurs, dans son palais royal de Madrid, un « bureau des prisonniers de guerre » qui recensait les prisonniers des deux camps et cherchait à transmettre leurs correspondances à leurs familles.
- Éthiopie – Resta neutre bien qu'elle reçût une mission diplomatique allemande essayant de la persuader d'agir contre les Britanniques.
- Liechtenstein – Resta officiellement neutre durant la Première Guerre mondiale mais était en union monétaire et douanière avec l'Autriche-Hongrie. D'autre part, des sujets de la principauté (dont plusieurs princes de la famille régnante) furent volontaires dans l'armée austro-hongroise (27 d'entre eux furent tués au combat). En représailles le pays fut soumis au blocus par la Triple-Entente. Après la fin de la grande guerre, le Liechtenstein remplaça son union avec l'Autriche-Hongrie par une union semblable avec la Suisse.
- Luxembourg – Ne déclara pas la guerre aux empires centraux mais son territoire fut occupé par l'Allemagne dès le 2 août 1914.
- Mexique – Entre 1910 et 1920, la révolution mexicaine accaparait le pays. En 1917, le Mexique refusa une alliance avec l'Empire allemand qui l'aurait conduit à déclarer la guerre aux États-Unis (télégramme Zimmermann).
- Monaco – En juillet 1918, le traité d'amitié protectrice est signé secrètement avec la France. Il rapproche la Principauté des contraintes d'un protectorat et ne sera révélé publiquement qu'à la conférence de la paix de Paris en 1919.
- Royaume du Népal – Bien que ne déclarant pas la guerre aux empires centraux, plus de 200 000 Népalais servirent dans l'armée britannique (dont la moitié combattirent dans les régiments de Gurkhas sur le front de l'Ouest et le front du Moyen-Orient, le reste maintenant l'ordre dans les colonies).
- Norvège – Resta neutre en concertation avec les souverains danois et suédois qui se rencontrent à Malmö le 18 décembre 1914. A noter que 1 892 marins marchands norvégiens furent tués (et près de 50 % de la flotte marchande norvégienne fut détruite) en raison des torpillages de navires par les sous-marins allemands.
- Paraguay – Resta neutre.
- Pays-Bas – Resta neutre.
- Pérou – Rompit ses relations diplomatiques avec les empires centraux le 5 octobre 1917. C'est pourquoi il figure parmi les signataires du traité de Versailles bien qu'il n'ait pas fait partie des belligérants.
- Perse – Maintient sa neutralité malgré de fortes sollicitations des deux camps. Elle fut néanmoins le théâtre d'opérations militaires impliquant les armées turques, allemande, russes et britanniques.
- République dominicaine – À partir de 1916 le pays était occupé par les États-Unis.
- Saint-Marin – Resta neutre.
- Salvador – Resta neutre.
- Suède – Resta neutre en concertation avec les souverains danois et norvégiens qui se rencontrent à Malmö le 18 décembre 1914. Le 2 juillet 1915, la bataille de l'île de Gotland s'est déroulée en partie dans les eaux territoriales suédoises. Début 1918, la Suède occupe militairement Åland revendiquant ces îles à la suite de la guerre civile finlandaise.
- Suisse – Resta neutre conformément a sa politique.
- Uruguay – Rompit ses relations diplomatiques avec l'Allemagne le 7 octobre 1917. C'est pourquoi il fit partie des signataires du traité de Versailles bien qu'il ne fit pas partie des belligérants.
- Venezuela – Resta neutre.

## Accords de paix
- 23 janvier 1918 : traité de Brest-Litovsk signé entre les empires centraux et la république socialiste fédérative soviétique de Russie.
- 28 juin 1919 : traité de Versailles signé entre les Alliés et l'Empire allemand.
- 10 septembre 1919 : traité de Saint-Germain-en-Laye entre les Alliés et la république d'Autriche allemande.
- 27 novembre 1919 : traité de Neuilly entre les Alliés et le royaume de Bulgarie.
- 4 juin 1920 : traité de Trianon entre les Alliés et le royaume de Hongrie.
- 10 août 1920 : traité de Sèvres entre les Alliés et l'Empire ottoman.

## Autres guerres
La Première Guerre mondiale est à l'origine d'autres guerres issues de ce conflit :
- Guerre du Bani-Volta – Entre le 17 novembre 1915 et septembre 1916, des villageois de la Haute-Volta se révoltèrent contre les recrutements forcés de conscrits et de travailleurs par la France.

- Révolte basmatchi – Entre 1916 et 1934, un soulèvement des peuples musulmans (notamment turcs) de l'Asie centrale contre la domination coloniale exercée par l'empire russe.

- Guerre civile russe – Entre le 7 novembre 1917 et 1923, après la prise de pouvoir par Vladimir Ilitch Lénine.